# Muierușu
Muierușu – wieś w Rumunii, w okręgu Dolj, w gminie Melinești. W 2011 roku liczyła 61 mieszkańców.